# 1979年の読売ジャイアンツ
1979年の読売ジャイアンツでは、1979年の読売ジャイアンツの動向をまとめる。
この年の読売ジャイアンツは、長嶋茂雄監督の5年目のシーズンであり、空白の一日で江川卓が巨人に入団したシーズンである。

## 概要
前年の11月21日に江川卓と入団契約を決行した翌日、チームはドラフト会議をボイコット。ドラフト外での獲得を目指していた松沼博久・雅之兄弟も新球団西武にさらわれた。ドラフトを欠席したあおりで新入団選手全員がドラフト外入団となった上、そのドラフト外入団選手で一軍に定着した選手は鹿取義隆ただ1人のみ、他球団から移籍した選手を含めても石井茂雄のみに留まり、またV9戦士の衰えが見え始めるなど戦力不足が懸念され、その石井もこのシーズン限りで現役引退した。江川は2月1日に小林繁との交換トレードという形で正式に巨人入団を果たすが、江川は5月末まで出場を自粛、一方チームは阪神のエースになった小林に8連敗を喫するなど波に乗れず（対阪神戦を9勝17敗で終了）、6月までは中日、大洋と首位争いを展開するも9月に借金生活に突入、10月には5位に転落しそのままシーズンを終えた（この年は優勝の広島から巨人まで10.5ゲーム差だった）。主力選手の高齢化に危機感を抱いた長嶋監督は10月28日から約1ヶ月にわたり「地獄の伊東キャンプ」を決行し、新任の青田昇ヘッドコーチらと共に江川、西本聖、中畑清、篠塚利夫ら若手を徹底的に鍛え上げた。この年のドラフトで岡崎郁が3位指名を受けて入団するが、内野陣の層が厚く一軍定着は7年目の1985年まで待たなければならなかった。

## チーム成績

### レギュラーシーズン
| 1 | 中 | 柴田勲   |
| 2 | 三 | 高田繁   |
| 3 | 左 | 張本勲   |
| 4 | 一 | 王貞治   |
| 5 | 二 | シピン   |
| 6 | 右 | 淡口憲治 |
| 7 | 遊 | 河埜和正 |
| 8 | 捕 | 吉田孝司 |
| 9 | 投 | 新浦寿夫 |

| 順位 | 4月終了時 | 4月終了時 | 5月終了時 | 5月終了時 | 6月終了時 | 6月終了時 | 7月終了時 | 7月終了時 | 8月終了時 | 8月終了時 | 9月終了時 | 9月終了時 | 最終成績 | 最終成績 |
| ---- | --------- | --------- | --------- | --------- | --------- | --------- | --------- | --------- | --------- | --------- | --------- | --------- | -------- | -------- |
| 1位  | 巨人      | --        | 巨人      | --        | 巨人      | --        | 中日      | --        | 広島      | --        | 広島      | --        | 広島     | --       |
| 2位  | 大洋      | 0.5       | 中日      | 3.0       | 中日      | 0.5       | 広島      | 2.5       | 阪神      | 4.5       | 阪神      | 10.0      | 大洋     | 6.0      |
| 3位  | 阪神      | 1.0       | 大洋      | 3.0       | 大洋      | 1.0       | 大洋      | 3.5       | 中日      | 4.5       | 大洋      | 10.5      | 中日     | 7.5      |
| 4位  | 中日      | 1.5       | 広島      | 4.5       | 広島      | 2.0       | 阪神      | 3.5       | 巨人      | 5.0       | 巨人      | 12.0      | 阪神     | 8.0      |
| 5位  | 広島      | 3.5       | ヤクルト  | 4.5       | 阪神      | 4.0       | 巨人      | 3.5       | 大洋      | 5.5       | 中日      | 12.5      | 巨人     | 10.5     |
| 6位  | ヤクルト  | 5.5       | 阪神      | 6.0       | ヤクルト  | 7.5       | ヤクルト  | 11.0      | ヤクルト  | 13.5      | ヤクルト  | 18.0      | ヤクルト | 19.0     |

| 順位 | 球団               | 勝 | 敗 | 分 | 勝率 | 差   |
| 1位  | 広島東洋カープ     | 67 | 50 | 13 | .573 | 優勝 |
| 2位  | 横浜大洋ホエールズ | 59 | 54 | 17 | .522 | 6.0  |
| 3位  | 中日ドラゴンズ     | 59 | 57 | 14 | .509 | 7.5  |
| 4位  | 阪神タイガース     | 61 | 60 | 9  | .504 | 8.0  |
| 5位  | 読売ジャイアンツ   | 58 | 62 | 10 | .483 | 10.5 |
| 6位  | ヤクルトスワローズ | 48 | 69 | 13 | .410 | 19.0 |

## オールスターゲーム1979
| - コーチ 長嶋茂雄 | - ファン投票 王貞治 シピン 河埜和正 | - 監督推薦 新浦寿夫 加藤初 |

## 表彰選手
| - 新浦寿夫 最多奪三振（223奪三振、初受賞） | - ベストナイン 王貞治（一塁手、18年連続18度目） - ダイヤモンドグラブ賞 西本聖（投手、初受賞） 王貞治（一塁手、8年連続8度目） |

## ドラフト
| 順位 | 選手名   | ポジション | 所属       | 結果 |
| ---- | -------- | ---------- | ---------- | ---- |
| 1位  | 林泰宏   | 投手       | 市立尼崎高 | 入団 |
| 2位  | 山崎章弘 | 捕手       | 育英高     | 入団 |
| 3位  | 岡崎郁   | 内野手     | 大分商業高 | 入団 |
| 4位  | 上野敬三 | 内野手     | 箕島高     | 入団 |